# Еніветок
Еніветок (марш. Ānewetak) — атол у Тихому океані у складі ланцюга Ралік (Маршаллові Острови). Його територія складається з 44 маленьких острівців, площею 5, 85 км², що оточує лагуну площею 510 км². Населення 664 осіб (2011 рік).

## Назва
Американський уряд називав атол «Eniwetok» до 1974 року, коли він змінив його офіційну вимову і написання на «Enewetak» (поряд з іншими назвами Маршаллових Островів), щоб більш точно відобразити їх вимову місцевим населенням.

## Географія
Найбільші острови атола:
- Еніветок (Eniwetok) 11°20′33″ пн. ш. 162°19′50″ сх. д. / 11.342545° пн. ш. 162.330525° сх. д.
- Енгебі (Engebi) 11°39′47″ пн. ш. 162°14′22″ сх. д. / 11.663038° пн. ш. 162.239485° сх. д.
- Паррі (Parry) 11°24′04″ пн. ш. 162°22′14″ сх. д. / 11.401031° пн. ш. 162.370548° сх. д.
- Муті (Muty) 11°25′28″ пн. ш. 162°22′59″ сх. д. / 11.424378° пн. ш. 162.38308° сх. д.
- Ігурін (Igurin) 11°20′35″ пн. ш. 162°13′31″ сх. д. / 11.34297° пн. ш. 162.225323° сх. д.

## Історія

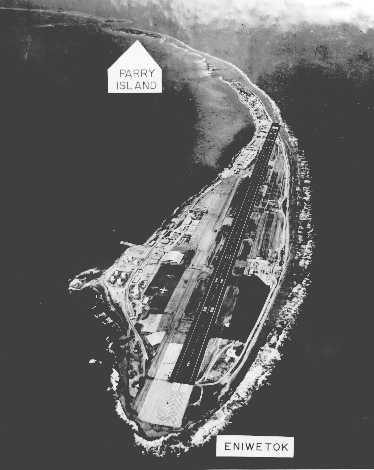
Вид атола Еніветок

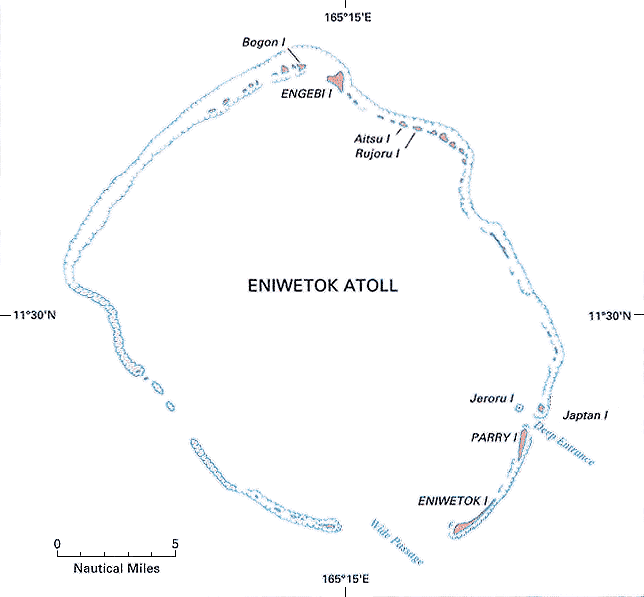
Карта атола Еніветок

Номінально іспанська колонія, Еніветок не був відомий європейцям до відвідування його в 1794 році британським кораблем «Walpole». Атол відвідали всього близько дюжини разів до заснування німецької колонії Маршаллових Островів у 1885 році. Був частиною німецької колонії Німецька Нова Гвінея. Разом з іншою частиною Маршаллів, Еніветок захопила Японія у 1914 році, і він був переданий їй за мандатом Лігою Націй у 1920 році.
Японці приділяли дуже мало уваги атолу до Другої світової війни. В листопаді 1942 року вони збудували аеродром на острові Енгебі, який використовувався для авіарейсів на Каролінські острови і решту Маршаллів. Коли острови Гілберта були захоплені армією США, японські частини у складі 1-ї Десантної бригади 4 січня 1944 року прибули, щоб захистити атол. Вони були не в змозі закінчити зміцнення атола перед лютневим вторгненням армії США, яка захопила всі острівці через тиждень.
Після війни жителів виселили з атола, часто насильно, і він став використовуватися для ядерного випробування як частина американської зони ядерних випробувань. Приблизно 43 випробування ядерної зброї були проведені на Еніветоку з 1948 до 1958. Перше випробування водневого заряду було зроблено 1 листопада 1952 року (Айві Майк, 10-12 мегатонн у тротиловому еквіваленті).
Люди почали повертатися в 1970-х, і 15 травня 1977 року американський уряд направив війська, щоб знезаразити острови. Це було зроблено змішуванням зараженого ґрунту і будівельного сміття з різних островів з портландцементом і похованням в одному з кратерів, що утворився після вибуху на острівці в східній стороні атола. Поховання тривали, поки кратер не став насипом у 7,5 м заввишки. Кратер був покритий бетонним покриттям товщиною 43 см.
У 1980 році американський уряд оголосив атол безпечним для проживання.
У 2000 році було виділено $340 мільйонів жителям Еніветоку для компенсації втрат, незручностей, погіршення здоров'я і подальших робіт по знезараженню.
Крім того, уряд США виділяє щорічно $6 мільйонів на освіту та оздоровчі програми на Маршаллових Островах.